# Toea Wisil
Toea Wisil (née en 1988 à Komgambil Banz) est une athlète papousienne spécialiste du sprint. 
Très célèbre dans son pays, elle est considérée comme une idole. Lors des Jeux olympiques d'été de 2012, elle est porte-drapeau de la délégation papouasienne.

## Biographie
Elle mesure 1,68 m pour 63 kg.
Lors du meeting de Melbourne le 2 mars 2012, elle prend en 12 s 03 la troisième place d'un 100 mètres remporté en 11 s 67 par Sally Pearson. Elle participe aux Jeux olympiques de Londres sur 100 mètres et est le porte-drapeau de la Papouasie-Nouvelle-Guinée ; auteure du meilleur temps du tour préliminaire en 11 s 60, elle toutefois éliminée en séries malgré ses 11 s 27, qui ne peuvent être homologués en tant que record, à cause d'un vent trop fort (+ 2,2 m/s). Elle crée la sensation en prenant un excellent départ, bien devant la multiple championne du monde et olympique Allyson Felix.
Elle s'est qualifiée pour les Jeux olympiques de Rio d'août 2016 en réalisant 11 s 29 (record national) les minimas requis (11 s 32) à Suva le 9 juillet 2016.
Le 17 février 2017, Wisil établit un nouveau record national du 200 m en 23 s 23, et égale celui du 100 m (11 s 29). Elle devance sur les deux courses l'Australienne Melissa Breen (23 s 61 et 11 s 33).
Elle améliore ce temps sur cette même piste de Canberra le 12 mars avec 23 s 13, battue par Ella Nelson (23 s 00).
Le 21 mai, elle prend la troisième place du Golden Grand Prix de Kawasaki sur 200 m (23 s 40, + 0,6 m/s) et la 5e place du 100 m (11 s 58, - 1 m/s).

## Vie privée
Considérée comme une idole dans son pays, Toea Wisil a du élever ses frères et sœurs durant sa jeunesse. En parallèle de sa carrière sportive, la jeune Papoue va à l'école pour apprendre à lire et à écrire, chose qu'elle n'a pas pu faire pendant son enfance

## Palmarès
| Date | Compétition            | Lieu           | Résultat | Épreuve   | Temps         |
| ---- | ---------------------- | -------------- | -------- | --------- | ------------- |
| 2006 | Championnats d'Océanie | Apia           | 2e       | 100 m     | 12 s 03       |
| 2006 | Championnats d'Océanie | Apia           | 3e       | 200 m     | 24 s 53       |
| 2006 | Championnats d'Océanie | Apia           | 2e       | 400 m     | 56 s 75       |
| 2006 | Championnats d'Océanie | Apia           | 1re      | 4 × 100 m | 48 s 30       |
| 2006 | Jeux du Commonwealth   | Melbourne      | séries   | 400 m     | 56 s 72       |
| 2006 | Jeux du Commonwealth   | Melbourne      | 5e       | 4 × 400 m | 3 min 47 s 88 |
| 2007 | Jeux du Pacifique      | Apia           | 3e       | 100 m     | 12 s 00       |
| 2007 | Jeux du Pacifique      | Apia           | 3e       | 200 m     | 24 s 34       |
| 2007 | Jeux du Pacifique      | Apia           | 2e       | 400 m     | 55 s 15       |
| 2007 | Jeux du Pacifique      | Apia           | 1re      | 4 × 100 m | 45 s 99       |
| 2007 | Jeux du Pacifique      | Apia           | 1re      | 4 × 400 m | 3 min 40 s 55 |
| 2008 | Championnats d'Océanie | Saipan         | 2e       | 100 m     | 11 s 94       |
| 2008 | Championnats d'Océanie | Saipan         | 2e       | 200 m     | 24 s 45       |
| 2008 | Championnats d'Océanie | Saipan         | 1re      | 4 × 100 m | 47 s 27       |
| 2010 | Jeux du Commonwealth   | New Delhi      | 4e       | 100 m     | 11 s 52       |
| 2010 | Jeux du Commonwealth   | New Delhi      | 7e       | 200 m     | 23 s 84       |
| 2010 | Jeux du Commonwealth   | New Delhi      | séries   | 4 x 400 m | 3 min 40 s 40 |
| 2010 | Championnats d'Océanie | Cairns         | 1re      | 100 m     | 11 s 85       |
| 2010 | Championnats d'Océanie | Cairns         | 1re      | 200 m     | 23 s 63       |
| 2010 | Championnats d'Océanie | Cairns         | 1re      | 4 × 100 m | 46 s 86       |
| 2011 | Jeux du Pacifique      | Nouméa         | 1re      | 100 m     | 11 s 96       |
| 2011 | Jeux du Pacifique      | Nouméa         | 1re      | 200 m     | 24 s 61       |
| 2011 | Jeux du Pacifique      | Nouméa         | 1re      | 400 m     | 54 s 94       |
| 2011 | Jeux du Pacifique      | Nouméa         | 1re      | 4 × 100 m | 46 s 30       |
| 2011 | Jeux du Pacifique      | Nouméa         | 1re      | 4 × 400 m | 3 min 45 s 32 |
| 2012 | Jeux olympiques        | Londres        | séries   | 100 m     | 11 s 27       |
| 2013 | Championnats d'Océanie | Papeete        | 1re      | 100 m     | 11 s 90       |
| 2013 | Championnats d'Océanie | Papeete        | 1re      | 200 m     | 24 s 45       |
| 2013 | Championnats du monde  | Moscou         | séries   | 100 m     | 11 s 61       |
| 2013 | Championnats du monde  | Moscou         | séries   | 200 m     | 24 s 23       |
| 2014 | Championnats d'Océanie | Rarotonga      | 1re      | 100 m     | 11 s 57       |
| 2014 | Championnats d'Océanie | Rarotonga      | 1re      | 4 × 100 m | 47 s 88       |
| 2014 | Jeux du Commonwealth   | Glasgow        | demis    | 100 m     | 11 s 48       |
| 2014 | Jeux du Commonwealth   | Glasgow        | demis    | 200 m     | 24 s 48       |
| 2014 | Jeux du Commonwealth   | Glasgow        | séries   | 4 x 400 m | 3 min 46 s 26 |
| 2016 | Jeux olympiques        | Rio de Janeiro | séries   | 100 m     | 11 s 48       |
| 2017 | Championnats d'Océanie | Suva           | 1re      | 100 m     | 11 s 63       |
| 2017 | Championnats d'Océanie | Suva           | 1re      | 200 m     | 23 s 24 (CR)  |
| 2019 | Championnats d'Océanie | Townsville     | 4e       | 100 m     | 11 s 99       |
| 2019 | Championnats d'Océanie | Townsville     | 4e       | 400 m     | 55 s 71       |
| 2019 | Championnats d'Océanie | Townsville     | 3e       | 4 x 100 m | 47 s 08       |

## Records
| Épreuve | Temps        | Lieu          | Date                           |
| ------- | ------------ | ------------- | ------------------------------ |
| 100 m   | 11 s 29 (NR) | Suva Canberra | 9 juillet 2016 17 février 2017 |
| 200 m   | 23 s 13 (NR) | Canberra      | 12 mars 2017                   |
| 400 m   | 53 s 19 (NR) | Gold Coast    | 14 août 2010                   |